# Air Atlantique (Франция)
Air Atlantique — французская авиакомпания, основанная в 1963 году. Осуществляла пассажирские и грузовые авиаперевозки до 2004 года. 6 апреля 2004 года компания была закрыта в связи с банкротством.

## Флот
На момент закрытия флот компании состоял из одиннадцати воздушных судов:
- ATR 42 — 10;
- AT 72 — 1.